# Luis Flores
Luis Enrique Flores Ocaranza (Mexikóváros, 1961. július 18. – ) mexikói válogatott labdarúgó. 

## Pályafutása

### Klubcsapatban
Pályafutását 1979-ben kezdte a Pumas UNAM csapatában, ahol hét évig játszott és egy alkalommal nyerte meg a mexikói bajnokságot. 1986-ban Spanyolországba szerződött a Sporting Gijón együtteséhez. 1987-ben visszatért a Pumas UNAM együtteséhez, de egy évvel később ismét Spanyolországban játszott a Valenciában. 1989-ben hazatért Mexikóba a Cruz Azulhoz, ahol két évet töltött. 1991 és 1993 között az Atlas, 1993 és 1995 között a Guadalajara labdarúgója volt.

### A válogatottban
1983 és 1993 között 61 alkalommal szerepelt az mexikói válogatottban és 25 gólt szerzett. Részt vett az 1986-os világbajnokságon, ahol a mexikóiak összes mérkőzésén kezdőként lépett pályára és a Paraguay elleni csoportmérkőzésen gólt szerzett. Tagja volt az 1993-as Copa Américán ezüstérmet szerző válogatott keretének is.  

## Sikerei, díjai
Pumas UNAM
- Mexikói bajnok (1): 1980–81
- CONCACAF-bajnokok kupája győztes (2): 1980, 1982
- Copa Interamericana (1): 1981

Mexikó
- CONCACAF-aranykupa ezüstérmes (1): 1993

Egyéni
- A Mexikói bajnokság gólkirálya (1): 1987–88